# Ropalidia bipartita
Ropalidia bipartita är en getingart som beskrevs av Vecht 1962. Ropalidia bipartita ingår i släktet Ropalidia och familjen getingar. Inga underarter finns listade i Catalogue of Life.